# Mae Coughlin
Pour les articles homonymes, voir Coughlin.
 (février 2012).
Si vous disposez d'ouvrages ou d'articles de référence ou si vous connaissez des sites web de qualité traitant du thème abordé ici, merci de compléter l'article en donnant les références utiles à sa vérifiabilité et en les liant à la section « Notes et références ».
Mary Josephine "Mae" Coughlin, devenue Capone est connue pour être la femme du mafieux Al Capone. Elle est née le 11 avril 1897, à New York, et est décédée le 16 avril 1986, dans sa maison de retraite d'Hollywood, en Floride. 

## Biographie

### Famille
Mae Couglin est née le 11 avril 1897, à New York (États-Unis). C'était la fille de deux immigrés irlandais, Bridget Gorman et Michael Coughlin. Elle avait deux frères et quatre sœurs. Deux de ses sœurs furent nommées Muriel, et une autre fut nommée Agnès. 
Muriel eut deux enfants de son mari Louis Clark, un nommé Henry, qui travailla dans l'armée dans les années 1940, et l'autre Howard. 
On sait aussi qu'un des frères de Mae, Danny Coughlin se maria avec une jeune femme nommée Winnie, qui tenait un restaurant, où Sonny et Mae déjeunèrent, très souvent.

### La rencontre avec Al Capone
D'après le livre de Deirdre Capone, nièce du mafieux, Mae Coughlin ne serait pas la mère biologique d'Albert Francis Capone, dit "Sonny Capone". En réalité, la mère biologique de Sonny serait morte en couches, et la mère d'Al Capone, grand-mère aimante, voulait pour son petit-fils une mère présente et dévouée. 
Même si le XXe siècle était en voie de modernisation, le fait d'organiser des mariages arrangés était encore très courant. La famille Capone alla donc chercher une jeune femme irlandaise et catholique de vingt ans. Tout était pour le mieux, car Mary "Mae" était stérile de naissance. Elle promit à la mère de son mari qu'elle s'occuperait bien de son futur fils. Ils se marièrent : Alfonse Capone était âgé de 19 ans. 
Mae fit tout ce qu'elle put pour empêcher Sonny de tomber dans le crime.

## Dans la fiction
Elle est incarnée par Linda Cardellini dans Capone de Josh Trank.